# 鬼押ハイウェー

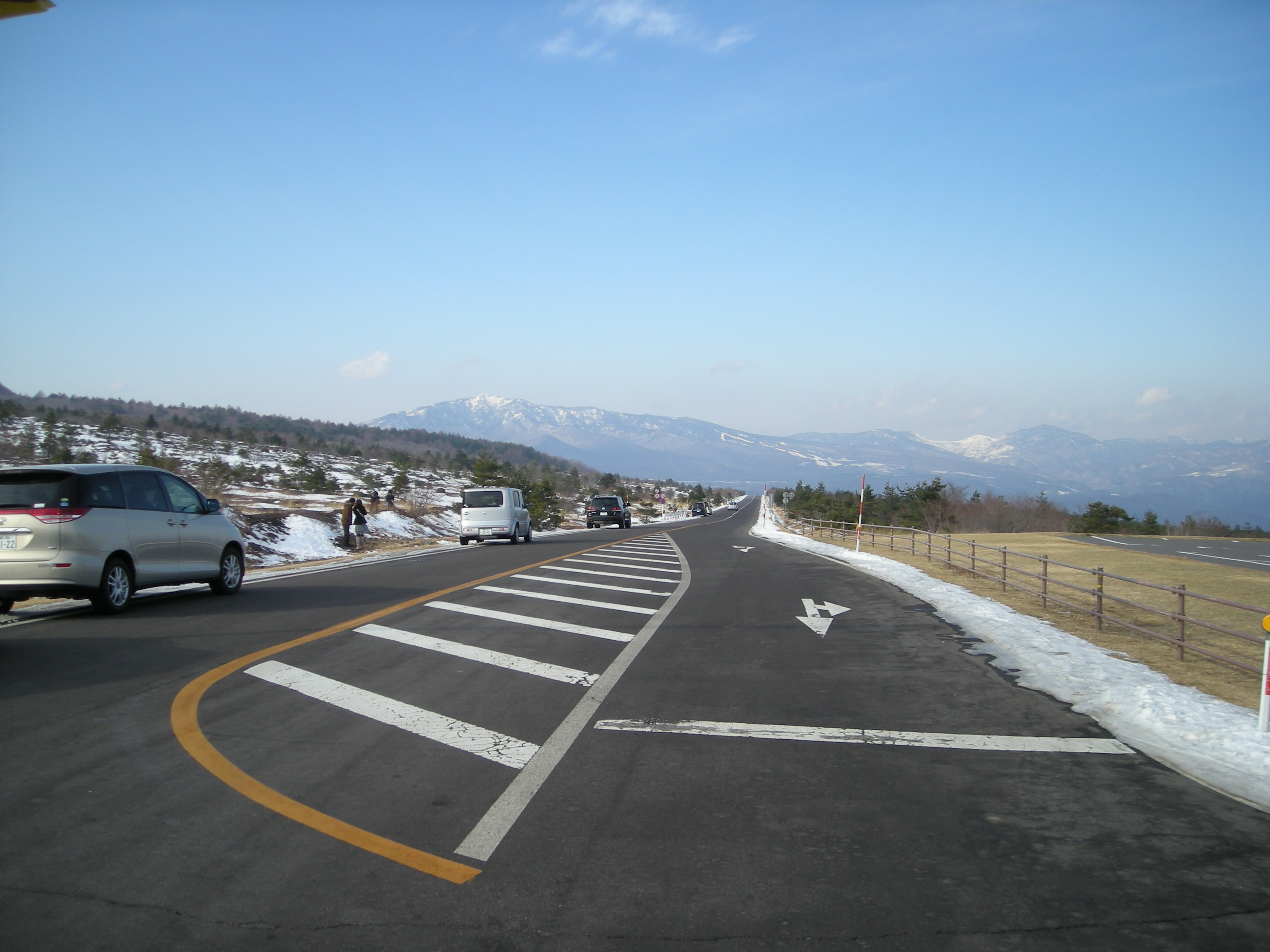
鬼押ハイウェー
（六里ヶ原から万座方面を望む）

鬼押ハイウェー（おにおしハイウェー）は長野県北佐久郡軽井沢町から群馬県吾妻郡嬬恋村鎌原に至る一般自動車道。西武リアルティソリューションズが管理運営を行う有料道路である。

## 概要
西武グループが開発。かつてはコクドが経営。1933年8月1日供用開始。浅間山麓の軽井沢から鬼押出し園、万座温泉、草津白根山へと、上信越高原国立公園の真ん中を縦走する全長約60 kmの浅間 - 白根火山ルートのうち、峰の茶屋（軽井沢町） - 鬼押出し - 鎌原（嬬恋村大字鎌原地内）間の約16 kmを指す。道路名称は、ルートの途中にある鬼押出し園に由来する。1日24時間営業を続けており、峰の茶屋料金所から鬼押出しまでの軽井沢区間と、鬼押出しから鎌原料金所までの鎌原区間でそれぞれ別に通行料金を徴収（普通車の場合、軽井沢区間270円、鎌原区間370円）する。冬季閉鎖はない。
道路はよく整備されており、眺望もよく、浅間山麓の快適なドライブコースとなっている。周辺は別荘地としても開発されている。但し、浅間山は活火山である為、噴火活動によっては通行規制がある。
この道は一般自動車道であり、かつ道路交通法による一部車両通行規制が行われており、歩行者・自転車の他、50cc以下の原動機付自転車及び125cc以下の自動二輪車の通行は出来ない自動車専用道路の規制標識が設置されている。
神奈川県の「大船-江の島自動車専用道路」（1931年供用開始）、兵庫県の「宝塚-尼崎自動車専用道路」（バス専用道路。1932年供用開始）などに次いで、日本における有料道路・自動車専用道路の先駆け的な存在である。建築家・生田勉による1936年の日記には「峰の茶屋で自動車がとまる。ここから先は自動車専用道路で、一台片道五十銭の関税をとる、モダーン関所である」と記されている。

## 区間概要

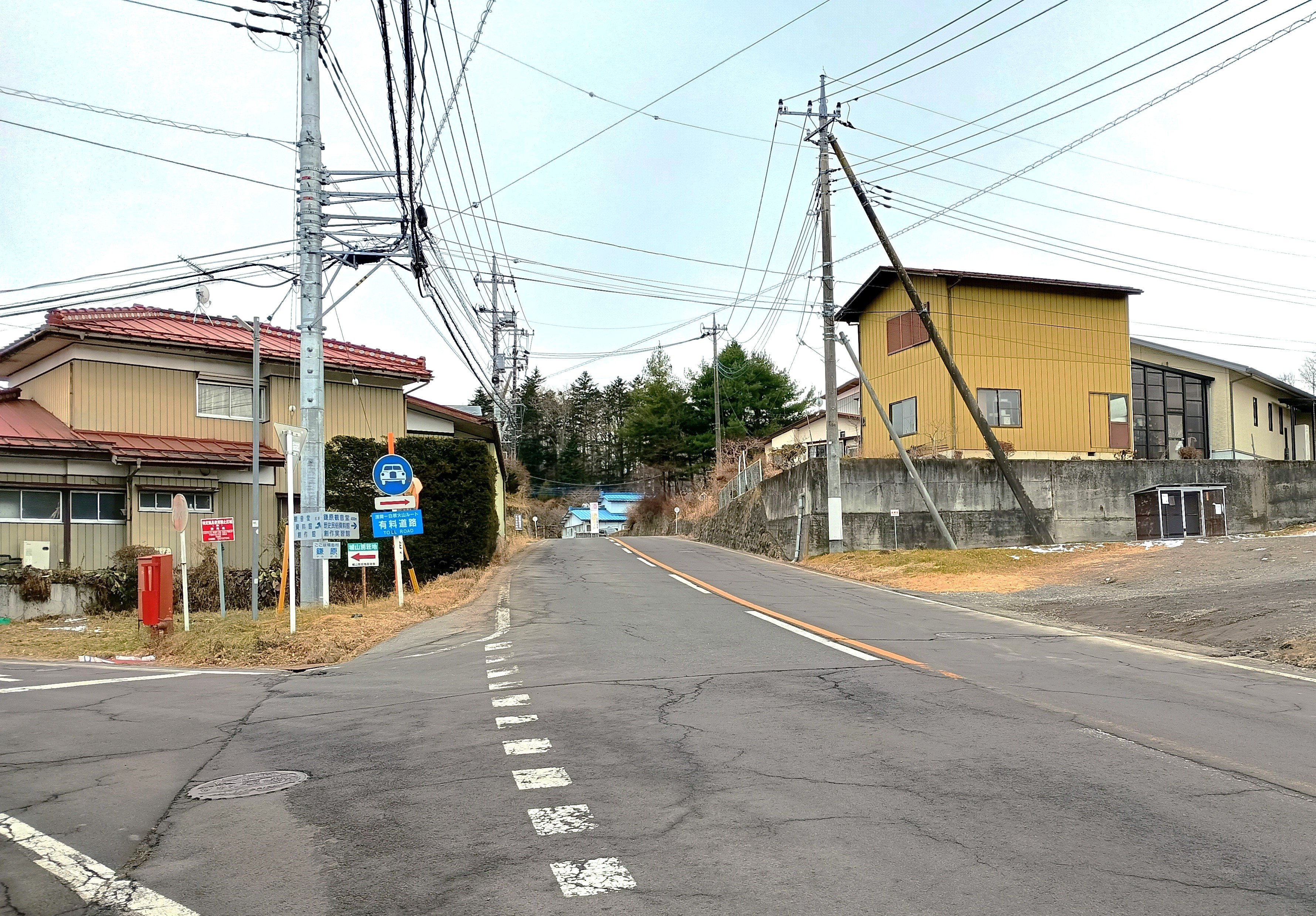
鬼押しハイウェーの鎌原終点。2025年1月。

起点（国道146号合流） - 峠の茶屋 - 峠の茶屋料金所 - 六里ヶ原休憩所（冬季休業） - 鬼押出し園 - 鬼押出し料金所 - 鎌原料金所 - 嬬恋村鎌原地内終点
- 鬼押出し料金所を設けて以来、鎌原料金所では通行料金を徴収していない。
- 2011年4月1日付で末端区間1.4 km（嬬恋村鎌原 - 国道144号合流点）を嬬恋村へ移管し、この区間は嬬恋村道となった[要出典]。

## 地理
線形は長い直線路を基調とした配置で南北2区間に分かれ、鬼押出し園でくの字に曲がり、浅間山の北東麓を長野県軽井沢町の北側と群馬県嬬恋村の東部を結んでいる。軽井沢から近い南側は、峠の茶屋料金所から北へ2 kmほど樹木の中を抜けていく直線路が続き、六里ヶ原休憩所周辺では視界が開けて裾野が広がる浅間山の雄大な姿を展望できる。浅間山北麓で中間地点にあたるところに、浅間火山博物館が併設される鬼押出し園があり、鬼押出し園のくの字カーブの南側は樹林帯になるが、鬼押出し園付近では、1783年（天明3年）の浅間山噴火で噴出した幅3 km、長さ12 kmにわたる溶岩流で形成された凝結岩石である鬼押出しが道端まで迫る。鬼押出しの周辺は、高木が生えていないため視界は開けており、360度のパノラマが広がっている。鬼押出し園から嬬恋村中心部へ至る以北の区間は、別荘地や樹林帯、観光施設があるところを走る。